# Músculo escaleno anterior
El músculo escaleno anterior (Musculus scalenus anterior) es un músculo del cuello; de forma triangular irregular.
Es un músculo grueso que se inserta en la parte superior de las vértebras III, IV, V y VI cervicales; por abajo, en la 1.ª costilla.
Recorrido: se dirige hacia delante pasando por detrás de la clavícula.
Lo inerva las ramas anteriores de los nervios cervicales III-VI.
Es inspirador, inclinador y fijador de la columna.
Es irrigado por: la arteria cervical y la arteria tiroidea inferior 
Entre los músculos escaleno anterior y escaleno medio se encuentra el hiato interescalénico, por el que pasan la arteria subclavia y el plexo braquial. En el borde lateral del escaleno anterior emerge el nervio frénico, que es el nervio motor del diafragma.